# Joseph Dowler
Joseph Dowler (nacido el 1 de febrero de 1879, murió el 13 de febrero de 1931) fue un atleta británico que compitió en los Juegos Olímpicos de 1908 en Londres y en los Juegos Olímpicos de 1912 en Estocolmo.
Dowler ganó la medalla de bronce olímpica en el tira y afloja durante los Juegos Olímpicos de Londres 1908. Formó parte del equipo británico de la Policía Metropolitana División "K" que llegó en tercer lugar. Cuatro años más tarde, durante los Juegos Olímpicos de 1912 en Estocolmo, ayudó al equipo británico City of London Police que perdió la final ante la policía de Estocolmo.